# A Question of Balance
A Question of Balance is het 7e album album van de The Moody Blues uit 1970 en het 5e in de succesvolle bezetting:
- Justin Hayward – zang, gitaren;
- John Lodge - zang, basgitaar, gitaar, cello;
- Ray Thomas - zang, blaasinstrumenten;
- Mike Pinder – zang, toetsen;
- Graeme Edge - drums

Na een aantal conceptalbums te hebben afgeleverd, bestaat dit album uit losse nummers; wel lopen de nummers nog in elkaar over. Het vorig album had een beetje te lijden onder het vele dubben, zodat de nummers live moeilijk uit te voeren waren. Met dit album probeerde men weer rechttoe rechtaan nummers te schrijven en op te nemen, die ook goed uit te voeren waren (met de toenmalige techniek). Dit had ook tot gevolg dat men ging experimenteren met nieuwe synthesizers; in How is it wordt voor het eerst de Moog gebruikt. Zoals in die tijd gewoon was voor musici, begonnen ze zich ook steeds meer met politiek bezig te houden. De hit Question verwijst naar de Vietnamoorlog en wordt uitgebracht in april 1970.
Dat het achter elkaar toeren en opnemen van albums hun tol begint te eisen, is te merken aan de composities van Pinder How is it (we are here) en Melancholy Man; deze zijn somberder en introverter van aard dan zijn eerdere composities.
A Question of Balance kan ook anders beschouwd worden. De albums hiervoor waren zeker optimistisch te noemen. Met name de twee albums na deze plaat zijn pessimistischer, alhoewel nog lang niet te vergelijken met de doemmuziek uit de jaren 80 van de 20e eeuw.
De uitklaphoes van de originele LP moest 90 graden gedraaid worden om in zijn geheel bekeken te worden. De hoes leidde ook nu weer tot problemen. Vaste hoesontwerper Phil Travers had op de achterzijde een afbeelding geplaatst van ontdekkingsreiziger John Blashford Snell, die met helm en al werd afgebeeld. Snell spande een proces aan tegen Decca en won dat, waardoor de hoes aangepast moet worden; de helm is verdwenen. Ook op de cd-hoes van de SAcd uitgave, zie je dat er bewerkt is.
De SACD-uitgave werd uitgegeven in 2006; deze bevat zes extra tracks. De uitklaphoes is in ere hersteld op het bijgaande boekje.

## Tracks
1. Question (Hayward) – 5:40;
2. How Is It (We Are Here) (Pinder) – 2:48;
3. And The Tide Rushes In (Thomas) – 2:57 (geschreven als reactie van een ruzie tussen Ray en zijn vrouw);
4. Don't You Feel Small (Graeme Edge) – 2:40;
5. Tortoise And The Hare (Lodge) – 3:23;
6. It's Up To You (Hayward) – 3:11;
7. Minstrel's Song (Lodge) – 4:27;
8. Dawning Is The Day (Hayward) – 4:22;
9. Melancholy Man (Pinder) – 5:49;
10. The Balance (Edge/Thomas) – 3:33; Bonus tracks:
11. Mike's Number One (Pinder, niet eerder uitgebracht; opgenomen op 24 januari 1970) – 3:36;
12. Question (Alternate Version; opgenomen op 24 januari 1970) – 6 :08 ;
13. Minstrel's Song (Original Mix) – 4:35;
14. It's Up To You (Original Mix) – 3:19;
15. Don't You Feel Small (Original Mix) – 3:02;
16. Dawning Is The Day (Full Original Mix) – 4:36.

De laatste 4 tracks zijn opgenomen op 29 juni 1970 en hebben een begin en/of eind dat verschilt van de lp/cd-versies.

## Singles van dit album
- Question met op de B-kant Candle of life (zie To Our Children's Children's Children);
- Question met op de B-kant Gypsy (zie To Our Children's Children's Children);
- Melancholy Man met op de B-kant Candle of life (zie To Our Children's Children's Children);
- Melancholy Man met onbekende B-kant, met een foto die ook de hoes van Boulevard de la Madeleine siert.